# Аниш (приток Волги)
Ани́ш (чув. Энĕш, Енĕш) — река в России, правый приток Волги. Протекает по территории Цивильского, Мариинско-Посадского, Урмарского и Козловского районов Чувашии, впадает в Куйбышевское водохранилище на реке Волга выше города Козловка. Длина — 61 км, площадь водосборного бассейна — 890 км².

## Данные водного реестра
По данным государственного водного реестра России, относится к Верхневолжскому бассейновому округу, водохозяйственный участок реки — Волга от Чебоксарского гидроузла до города Казань, без рек Свияга и Цивиль, речной подбассейн реки — Волга от впадения Оки до Куйбышевского водохранилища (без бассейна Суры). Речной бассейн реки — (Верхняя) Волга до Куйбышевского водохранилища (без бассейна Оки).
Код объекта в государственном водном реестре — 08010400712112100001449.

## Притоки
(расстояние от устья)
- 23 км: река без названия у с. Шинеры (лв)
- 24 км: река Средний Аниш (пр)
- 29 км: река Большой Аниш (лв)

## Хозяйственное использование
Водные объекты реки используются для орошения сельхозугодий, полива огородов, водопоя, в противопожарных и рекреационных целях и как приёмники сточных вод.

## Прочее
В целях сохранения природного комплекса в естественном состоянии, сохранения и восстановления редких и исчезающих видов растений и животных, поддержания экологического баланса в 2003 году в бассейне реки Аниш и её притока Шанарка, на территории Козловского района, в 1 км западнее с. Карамышево создан государственный природный заказник «Карамышевский».